# Психологічна безпека
Психологічна безпека — це
1. стан психологічної захищеності, а також здатність людини і середовища відбивати несприятливі зовнішні та внутрішні впливи (Баєва І. А.)[1]
2. стан суспільної свідомості, у якому суспільство в цілому і кожна окрема особистість сприймають існуюче життя як адекватне й надійне, оскільки воно створює реальні можливості для задоволення природних і соціальних потреб громадян сьогодні й дає їм впевненість у майбутньому (Рощин С.К., Соснін В.А.) [с. 48][2]
3. певний стан захищеності психіки особистості від дії різноманітних інформаційних факторів, які перешкоджають або утруднюють формування й функціонування адекватної інформаційно-орієнтовної основи соціальної поведінки людини в цілому і життєдіяльності в суспільстві, а також адекватної системи її суб'єктивного (особистісного) ставлення до навколишнього світу й самого себе (Грачов Г.В., Мельник І.К.)[3]
4. складне структуроване психологічне утворення, що припускає розгляд психологічної безпеки як цілісної системи процесів, результатом яких є відповідність потреб, цінностей, можливостей суб'єкта відбитим характеристикам реальної дійсності (Шликова Н.Л.)[3]
5. багаторівнева динамічна система, що визначає рівень захищеності психіки людини, її здатність підтримувати оптимальний рівень функціонування, усувати виникаючі зовнішні й внутрішні загрози і можливість збереження на досить стійкому дієздатному рівні (Приходько І.І.)[3]
6. становище, при якому загрози об’єктивної дійсності не завдають шкоди психічному здоров’ю військовослужбовців, а сукупність раціональних і чуттєвих якостей особового складу дає можливість успішно долати негативний інформаційно-психологічний вплив під час повсякденної життєдіяльності та виконання службово-бойових завдань у надзвичайних умовах (Іллюк О.О.)[с. 90][4]

## Складники і механізм функціонування психологічної безпеки
Складовими психологічної безпеки є протиріччя між цінностями (можливостями) суб'єкта й відбитими у свідомості суб'єкта характеристиками реальної дійсності.
Функціонування психологічної безпеки відбувається як процес емоційно-ціннісного відбиття, результатом якого є сукупність порівнюваних суб'єктом еталонних і реальних образів соціальних об'єктів, явищ і ситуацій, що визначають наявність і рівень прояву протиріч між цінностями (можливостями) суб'єкта і відбитих характеристик реальної дійсності (Н. Л. Шликова).

## Класифікація психологічної безпеки
Психологічну безпеку можна класифікувати за багатьма ознаками, наприклад:
- за охопленням людей (психологічна безпека об'єднань людей, груп людей, окремих людей);
- за віком (психологічна безпека дітей, юнаків, дорослих людей, людей похилого віку);
- за видами діяльності (психологічна безпека працівників освіти, науковців, робітників, підприємців, селян та ін.);
- за умовами діяльності ((психологічна безпека військовослужбовців під час повсякденної життєдіяльності, під час виконання службово-бойових завдань в особливих (екстремальних) умовах та ін.)). Може бути багато інших ознак [с. 199][5].

## Психологічна безпека військовослужбовців під час повсякденної життєдіяльності
Психологічна безпека військовослужбовців під час повсякденної життєдіяльності позначається категорією «базова психологічна безпека».
 Базова психологічна безпека особового складу  — це стан психологічної захищеності, за якого сформований рівень морального духу і морально-психологічного стану військовослужбовців дає можливість успішно долати зовнішні і внутрішні загрози та забезпечує надійне і ефективне функціонування всіх структурних компонентів їх психіки під час повсякденної життєдіяльності [с. 212].

## Оцінювання базової психологічної безпеки
Базова психологічна безпека (БПБ) визначається відношенням базового психологічного захисту (БПЗ) до базових психологічних втрат (БПВ): БПБ = БПЗ: БПВ [с. 212].
 Базовий психологічний захист особового складу  — це система захисної дії об'єктивної дійсності та особистісного механізму психологічного захисту військовослужбовців, яка забезпечує надійне функціонування психіки особового складу під час повсякденної життєдіяльності та виконання службово-бойових завдань у надзвичайних умовах на рівні відповідності характеристик суспільного буття і суспільної свідомості їх еталонним зразкам та інтересам особового складу в результаті раціонально-ціннісного та чуттєво-ціннісного відбиття реальної дійсності і особистісних якостей [с. 201].
 Базові психологічні втрати особового складу  — це негативні зміни структурних компонентів психіки особового складу у разі виявлення невідповідностей предметної дійсності, суспільного буття, суспільної свідомості та особистісних якостей еталонним зразкам та інтересам військовослужбовців, які понижують якість службової діяльності особового складу під час повсякденної життєдіяльності [с. 210, 211].

## Класифікація результатів оцінювання базової психологічної безпеки
Залежно від результатів оцінювання, базова психологічна безпека класифікується як «задовільна» чи «незадовільна» з урахуванням того, що безпека або є, або її немає, зокрема:
- «задовільна» БПБ [≥ 1];
- «незадовільна» БПБ [<1] [с. 212][5].

## Інтерпретація результатів оцінювання базової психологічної безпеки
Інтерпретація показників рівня базової психологічної безпеки є такою:
- «задовільна» БПБ — сформований рівень морального духу і морально-психологічного стану забезпечує долання різноманітних психологічних загроз, надійне та ефективне функціонування психіки особового складу під час повсякденної життєдіяльності;
- «незадовільна» БПБ — сформований рівень морального духу і морально-психологічного стану не забезпечує долання різноманітних психологічних загроз, надійне та ефективне функціонування психіки особового складу під час повсякденної життєдіяльності [с. 212][5].

## Психологічна безпека військовослужбовців під час виконання службово-бойових завдань в особливих (екстремальних) умовах
Психологічна безпека військовослужбовців під час виконання службово-бойових завдань в особливих (екстремальних) умовах позначається категорією «ситуаційна психологічна безпека».
Ситуаційна психологічна безпека особового складу — це стан психологічної захищеності, за якого сформований рівень морального духу і морально-психологічного стану військовослужбовців дає можливість успішно долати різноманітні психологічні загрози та забезпечує надійне і ефективне функціонування всіх структурних компонентів їх психіки під час виконання службово-бойових завдань в особливих (екстремальних) умовах [с. 222].

## Види ситуаційної психологічної безпеки
Ситуаційна психологічна безпека особового складу розділяють на реальну і прогнозовану.
Реальна ситуаційна психологічна безпека — це психологічна безпека особового складу, досліджена в ході чи після виконання службово-бойових завдань в особливих (екстремальних) умовах.
Прогнозована ситуаційна психологічна безпека — це психологічна безпека особового складу, досліджена перед виконанням службово-бойових завдань у надзвичайних (екстремальних) умовах [с. 89, 90].

## Оцінювання ситуаційної психологічної безпеки
Ситуаційна психологічна безпека (СПБ) визначається відношенням базового психологічного захисту (БПЗ) до ситуаційних психологічних втрат (СПВ): (СПБ = БПЗ: СПВ) [с. 222].
Ситуаційні психологічні втрати особового складу — це негативні зміни структурних компонентів психіки військовослужбовців під впливом різноманітних психологічних загроз під час виконання службово-бойових завдань в особливих (екстремальних) умовах [с. 213].

## Класифікація результатів оцінювання ситуаційної психологічної безпеки
Залежно від результатів оцінювання, ситуаційна психологічна безпека класифікується як «задовільна» чи «незадовільна», зокрема:
- «задовільна» СПБ [≥ 1];
- «незадовільна» СПБ [<1] [с. 222][5].

## Інтерпретація результатів оцінювання ситуаційної психологічної безпеки
Інтерпретація показників ситуаційної психологічної безпеки є такою:
- «задовільна» СПБ — сформований рівень морального духу і морально-психологічного стану забезпечує долання різноманітних психологічних загроз, надійне та ефективне функціонування психіки особового складу під час виконання службово-бойових завдань в особливих (екстремальних) умовах;
- «незадовільна» СПБ — сформований рівень морального духу і морально-психологічного стану не забезпечує долання різноманітних психологічних загроз, надійне та ефективне функціонування психіки особового складу під час виконання службово-бойових завдань в особливих (екстремальних) умовах [с. 222][5].

## Автоматизований розрахунок психологічної безпеки
Для уніфікації дій та скорочення часу на проведення необхідних розрахунків з оцінювання базового психологічного захисту, психологічних втрат та психологічної безпеки особового складу розроблено   «Програму автоматизованого розрахунку рівнів базового психологічного захисту (людського фактору військових формувань), психологічних втрат та психологічної безпеки особового складу» , яка разом з  “Методичними рекомендаціями щодо оцінювання психологічної безпеки особового складу”  у формі окремих файлів додається до «Методики оцінювання та прогнозування психологічних втрат і психологічної безпеки особового складу» [с. 191–239].